# 백준영
백준영(1982년 5월 18일 ~ )은 전 KBO 리그 삼성 라이온즈의 투수이다.

## 출신학교
- 1989년 ~ 1995년 : 대구율하초등학교
- 1995년 ~ 1998년 : 경상중학교
- 1998년 ~ 2001년 : 경북고등학교
- 2001년 ~ 2005년 : 영남대학교 (2001학번)